# 1987年日本グランプリ (4輪)
1987年日本グランプリ（1987 Japanese Grand Prix）は、1987年10月29日から11月1日にかけて鈴鹿サーキットで開催されたF1世界選手権の第15戦である。

## 概要

### 初の鈴鹿サーキット開催
1983年にエンジンサプライヤーとしてF1に復帰したホンダが目覚しい活躍を見せ、日本人初のフルタイムF1ドライバー中嶋悟が誕生し、フジテレビがF1全戦中継を開始したこの年、ホンダおよび鈴鹿サーキットの強い要望が叶う形で10年振りに日本でF1が開催された。フジテレビが冠スポンサーとなったことで名称が「フジテレビジョン 日本グランプリ」となった。
初めてのF1レース開催に向けて鈴鹿サーキットは大幅な改修が行われ、コースのみならずピット、パドックエリアが新装され、またグランドスタンドをはじめ観客席が大幅に増やされることとなった。

### 主催
- 鈴鹿サーキットランド
- 鈴鹿モータースポーツクラブ

### スケジュール
- 10月28日（木曜日）：車検、フリー走行
- 10月29日（金曜日）：フリー走行、予選1回目
- 10月30日（土曜日）：フリー走行、予選2回目
- 11月1日（日曜日）：フリー走行、決勝レース

## レース

### 予選

#### マンセルのクラッシュ

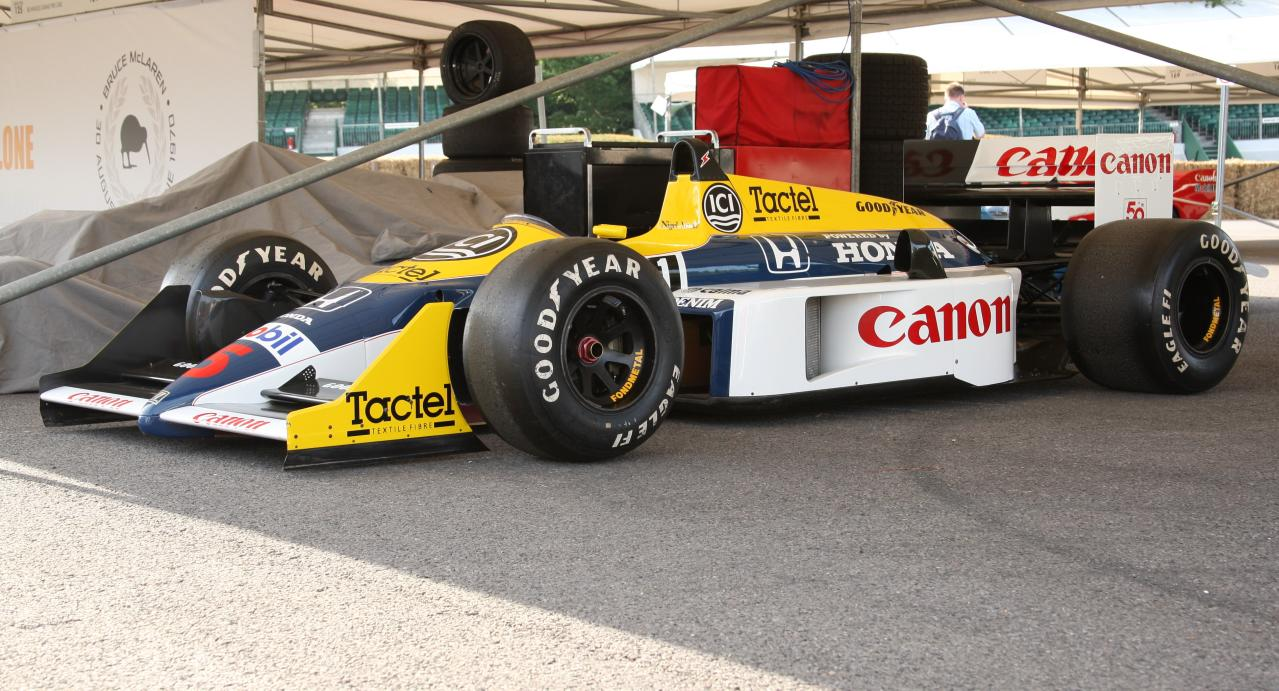
このレースにおいてダブルタイトルを獲得したウィリアムズFW11B・ ホンダ（ナイジェル・マンセル車）

初めてのサーキットでのレース開催ということで、金曜のフリー走行と予選に先立ち木曜にはフリー走行が行われ、ウィリアムズ・ホンダのナイジェル・マンセルがトップタイムをたたき出した。
なお、このレースはウィリアムズ・ホンダのチームメイトで、ドライバーズタイトルの1位と2位のネルソン・ピケとマンセルのチャンピオン争いのかかる戦いであった。しかし、フリー走行に引き続いて行われた金曜の予選中にマンセルがS字コーナーでクラッシュにより負傷し、そのままヘリコプターで名古屋保健衛生病院へ運ばれ、翌日の予選とレースへの出場ができなくなった為、金曜の予選終了時点でピケの3回目のチャンピオンが決定した。また、マンセルの欠場により予選参加台数が26台となったことから、予選落ちするドライバーがいなくなった。

#### ホンダエンジン勢の不振
このレースはホンダエンジンにとっての「母国グランプリ」であるものの、ポールポジションはフェラーリのゲルハルト・ベルガーに奪われ、2位もマクラーレン・TAG ポルシェのアラン・プロストとなるなど、これまで「指定席」であったスタートの最前列に1台も並べなかった。そればかりか、マンセルの欠場によりワールドチャンピオンが決まり、モチベーションを失ったウィリアムズ・ホンダのピケが5位、マシンバランスに問題を抱えるロータス・ホンダのアイルトン・セナはS字セクションでスピンを喫し7位と何れも振るわない結果となった。中嶋悟は、慣れ親しんだ鈴鹿で自身予選最高位となる予選11位を記録した。

### 決勝

#### スタート時の混乱
曇りながら完全なドライコンディションに恵まれた決勝レースは、51周で行われた。全車がグリッド上からスタートしたものの、予選4位につけたフェラーリのミケーレ・アルボレートがスタートミスをし失速したことの影響で、ラルース・フォードのフィリップ・アリオーにリジェ・メガトロンのルネ・アルヌーが追突した。追突されたアリオーはグランドスタンド前のコース上に部品をまき散らしリタイアを余儀なくされた。しかし、赤旗は出ずそのままレースが続行された。

#### プロストの失速

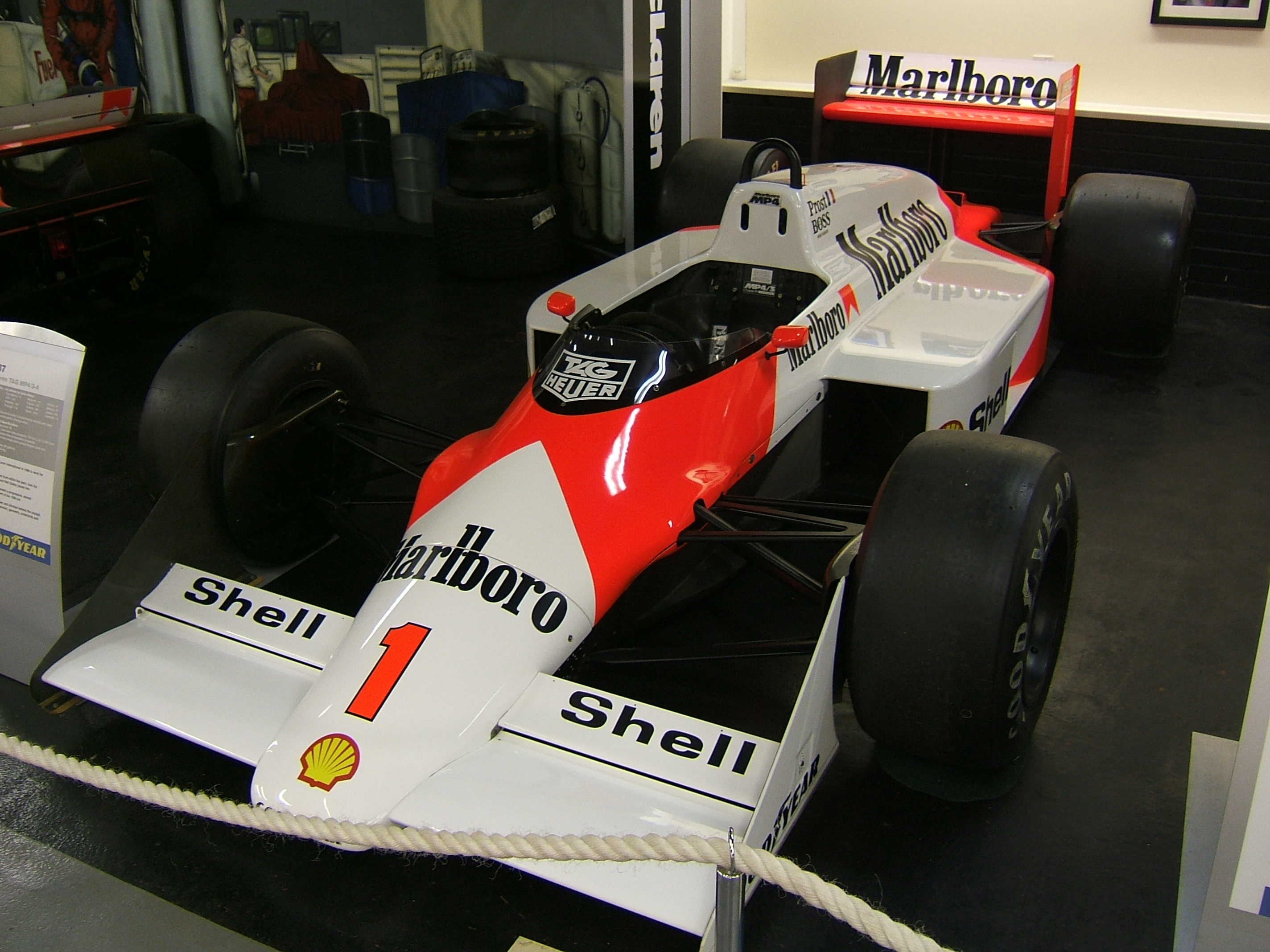
マクラーレンMP4/3・TAG

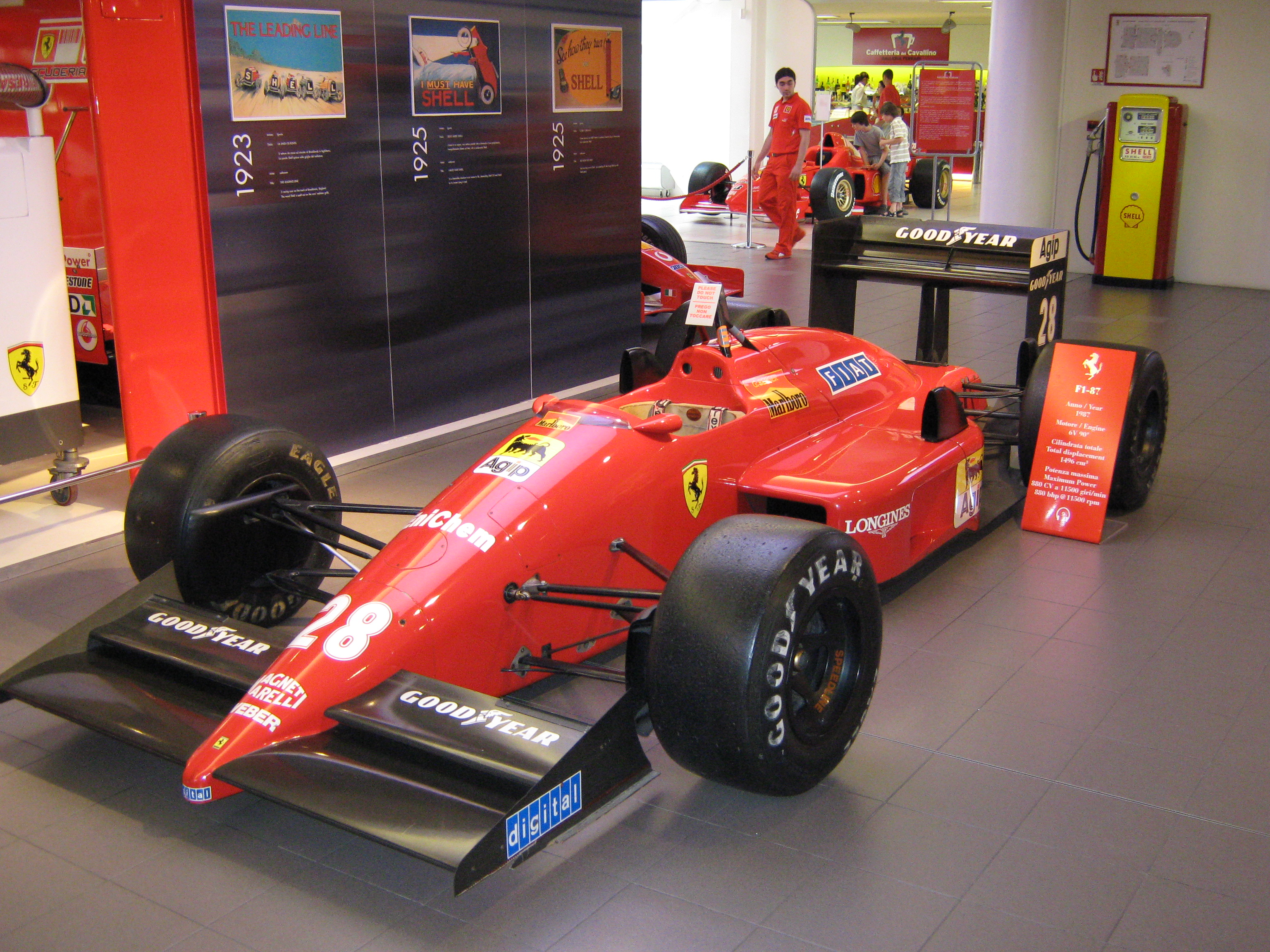
フェラーリF187

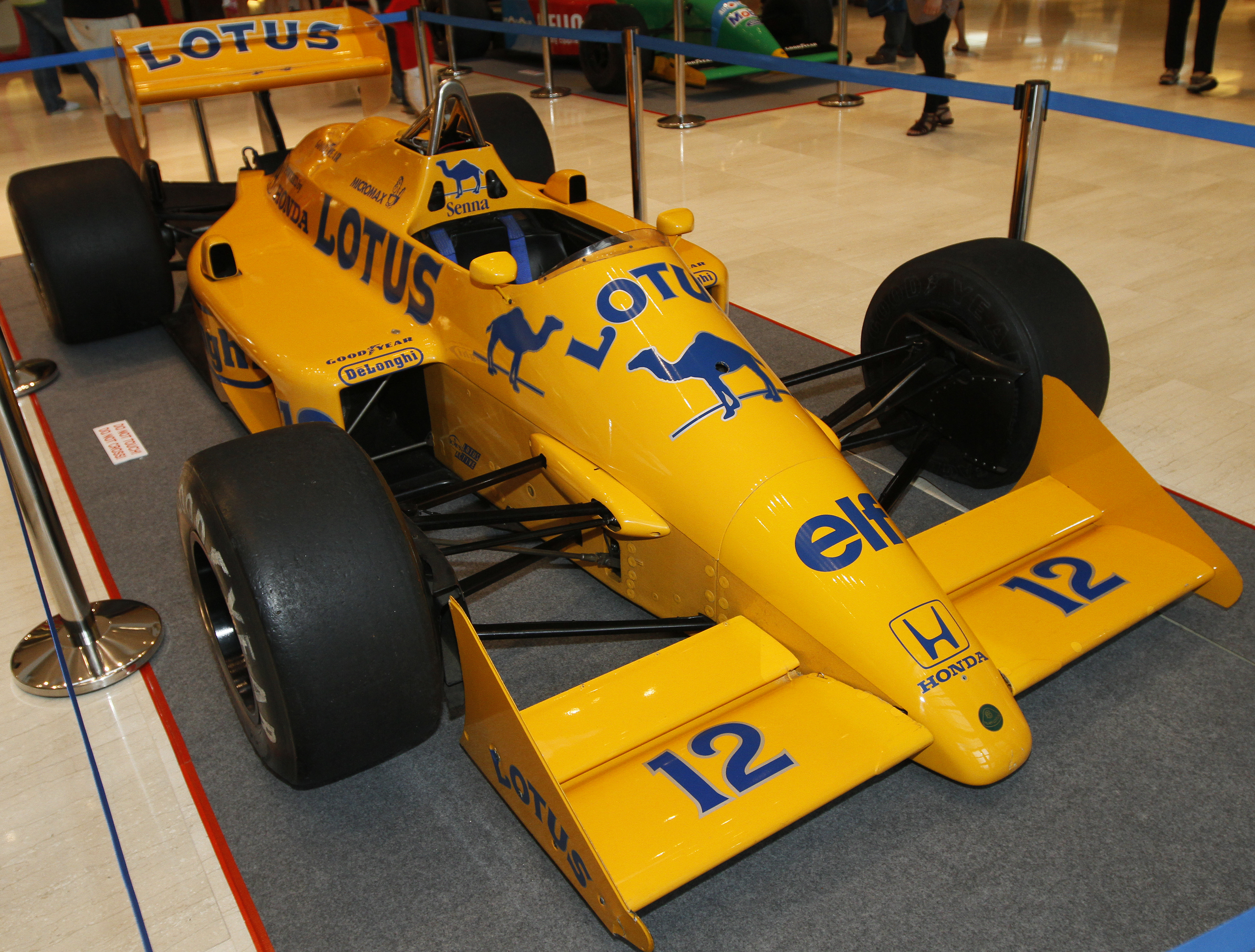
ロータス99T・ホンダ

1周目はポールポジションのベルガー、続いて2位スタートのマクラーレン・TAGのプロストが順位を維持してグランドスタンド前に戻ってきたが、プロストはアリオー車の破片を踏み、スローパンクチャーを起こし失速、その後バーストを起こし1周近くを低速で走行した。翌周タイヤ交換を行ったが、ピットアウトした時には最下位まで順位を落とした。

#### ベルガーの独走
その後ベルガーは2位を寄せ付けずトップの走行を続け、25周目のタイヤ交換時にセナとピケに先に行かれるものの、両者がタイヤ交換を行うと首位に復帰し独走態勢を築くかに思えた。しかし、燃費を気にしてレース途中でペースを落としたために、ピットインを20周目という早めにする作戦が決まりセナとピケの前に出ることに成功していたマクラーレンのステファン・ヨハンソンに直後に迫られ、26周目には3秒9差、30周目には2秒差を切るまでに接近した。
しかしベルガーのフェラーリと同じくマクラーレン・TAGも燃費を気にしなければならず、ピットからブースト圧を下げろと指示が送られたヨハンソンを突き放し、35周目には6秒2差、40周目には9秒3差、50周目には13秒差までマージンを開き再び独走態勢を築くことに成功、ベルガーはこのグランプリまで37レース勝利のなかったフェラーリに2年ぶりのF1優勝をもたらした。

#### セナの快走
なおその後方では、スタート時の混乱をうまく生かして好スタートを切ったセナが、混乱の結果順位を落とした同胞のライバルであるピケを終始ブロックし続けた。セナの直後を走り続けた末に、ピケのウィリアムズ・FW11Bのラジエターにはタイヤかすやゴミがコーティングされ、水温計は通常より20℃近く上昇を示しオーバーヒート。エンジントラブルを発生させたピケ車は黒いオイルをマシン後部から吹き出しながら46周目にピット・イン。ピケは鈴鹿で土曜日にワールドチャンピオンを獲得したが、日曜にリタイアと結果を残せなかった。
その後セナはペースを上げ、先行するベルガーとヨハンソンが1分48秒台で周回していた終盤49周目にセナは1分45秒台を連発しヨハンソンに迫った。ペースを上げられないままのヨハンソン（バックミラーがオイルで汚れ、背後に迫るセナを認識できずにいた）を最終ラップのヘアピンコーナーでパスし、セナが2位に上がった。スタートに失敗したアルボレートは序盤の24位から追い上げを見せ4位に入賞し、続く5位は中盤は燃費走行に徹し、後半にペースを上げて中嶋、チーヴァーらとのバトルを制したベネトン・フォードのティエリー・ブーツェンが手にした。

#### 中嶋の好走
初の地元グランプリを迎えた中嶋は予選では11位に沈んだものの、まずまずのスタートを見せて、レース序盤の第1コーナーでブラバム・BMWのリカルド・パトレーゼをアウトからかわす「中嶋刈り」を見せたほか、燃費を気にしながらではあるものの追い上げを続け、ブーツェンやアロウズ・メガトロンのエディ・チーバーと、レース全般を通じて5-6位の入賞圏内で抜きつ抜かれつのバトルを続けるなど、レースを通じて見どころの多い好走を見せた。
終盤では燃費に優れるベネトン・フォードのブーツェンには先に行かれたものの、中嶋とのバトルに熱中した揚句ガス欠になりスローダウンを余儀なくされたチーバーを計算通りにかわし6位に入賞した。自己最高順位の更新こそならなかったものの、この年にデビューした中嶋が優勝者と同一ラップでゴールしたのはこのレースが初めてだった。

#### 入賞圏外
2周目に最下位に落ちたプロストは、その後ファステストラップを連発するなど怒涛の追い上げを見せたものの入賞圏内には届かず、周回遅れの7位に終わった。続く8位にはティレル・フォードのジョナサン・パーマーがつけ、自然吸気エンジン搭載車での最上位となった。
リジェ・メガトロンを駆るベテランのルネ・アルヌーは、ローラ・コスワースのフィリップ・アリオーと、マーチ・コスワースのイヴァン・カペリに相次いで接触し、2台をリタイアに追い込んだ。特に、この年より日本企業のメインスポンサーがつき、「準地元」とも言える日本GPで快走していたカペリは、アルヌーにピットロードの導入部で接触され激怒した。また、アルヌーは7周を残してガス欠でリタイアとなっているが、その最後まで燃費を無視したフル・ブーストの加給圧を掛けていたことが後に判明し「僕は絶対に、このレースでは絶対に負けるわけにはいかなかったんだよ」との発言を残した。

## 結果
| 順位     | No | ドライバー                 | コンストラクタ                 | 周回 | タイム/リタイヤ                | グリッド | ポイント |
| -------- | -- | -------------------------- | ------------------------------ | ---- | ------------------------------ | -------- | -------- |
| 1        | 28 | ゲルハルト・ベルガー       | フェラーリ                     | 51   | 1:32'58.072                    | 1        | 9        |
| 2        | 12 | アイルトン・セナ           | ロータス・ホンダ               | 51   | + 17.384                       | 7        | 6        |
| 3        | 2  | ステファン・ヨハンソン     | マクラーレン・TAG              | 51   | + 17.694                       | 9        | 4        |
| 4        | 27 | ミケーレ・アルボレート     | フェラーリ                     | 51   | + 1'20.441                     | 4        | 3        |
| 5        | 20 | ティエリー・ブーツェン     | ベネトン・フォード             | 51   | + 1'25.576                     | 3        | 2        |
| 6        | 11 | 中嶋悟                     | ロータス・ホンダ               | 51   | + 1'36.479                     | 11       | 1        |
| 7        | 1  | アラン・プロスト           | マクラーレン・TAG              | 50   | +1 Lap                         | 2        |          |
| 8 (1)    | 3  | ジョナサン・パーマー       | ティレル・フォード             | 50   | +1 Lap                         | 19       |          |
| 9        | 18 | エディ・チーバー           | アロウズ・メガトロン           | 50   | +1 Lap                         | 12       |          |
| 10       | 17 | デレック・ワーウィック     | アロウズ・メガトロン           | 50   | +1 Lap                         | 13       |          |
| 11       | 7  | リカルド・パトレーゼ       | ブラバム・BMW                  | 49   | +2 Laps                        | 8        |          |
| 12 (2)   | 4  | フィリップ・ストレイフ     | ティレル・コスワース           | 49   | +2 Laps                        | 25       |          |
| 13       | 26 | ピエルカルロ・ギンザーニ   | リジェ・メガトロン             | 48   | +3 Laps                        | 24       |          |
| 14 (3)   | 29 | ヤニック・ダルマス         | ローラ・フォード               | 47   | +4 Laps                        | 22       |          |
| 15       | 6  | ネルソン・ピケ             | ウィリアムズ・ホンダ           | 46   | +5 Laps                        | 5        |          |
| リタイヤ | 25 | ルネ・アルヌー             | リジェ・メガトロン             | 44   | 燃料切れ                       | 17       |          |
| リタイヤ | 21 | アレックス・カフィ         | オゼッラ・アルファロメオ       | 43   | 燃料切れ                       | 23       |          |
| リタイヤ | 14 | ロベルト・モレノ           | AGS・フォード                  | 38   | 電気系統                       | 26       |          |
| リタイヤ | 24 | アレッサンドロ・ナニーニ   | ミナルディ・モトーリ・モデルニ | 35   | エンジントラブル               | 14       |          |
| リタイヤ | 9  | マーティン・ブランドル     | ザクスピード                   | 32   | エンジントラブル               | 15       |          |
| リタイヤ | 8  | アンドレア・デ・チェザリス | ブラバム・BMW                  | 26   | エンジントラブル               | 10       |          |
| リタイヤ | 19 | テオ・ファビ               | ベネトン・フォード             | 16   | エンジントラブル               | 6        |          |
| リタイヤ | 10 | クリスチャン・ダナー       | ザクスピード                   | 13   | エンジントラブル               | 16       |          |
| リタイヤ | 16 | イヴァン・カペリ           | マーチ・フォード               | 13   | アクシデント（アルヌーと接触） | 20       |          |
| リタイヤ | 23 | エイドリアン・カンポス     | ミナルディ・モトーリ・モデルニ | 2    | エンジントラブル               | 21       |          |
| リタイヤ | 30 | フィリップ・アリオー       | ローラ・フォード               | 0    | アクシデント（アルヌーと接触） | 18       |          |
| DNS      | 5  | ナイジェル・マンセル       | ウィリアムズ・ホンダ           | 0    | 棄権（予選時の事故で負傷）     |          |          |

順位欄の括弧はジム・クラーク・カップ（自然吸気エンジンのみの選手権）順位

## 記録
- ラップリーダー:
  - ゲルハルト・ベルガー (1-24/26-51周目)
  - アイルトン・セナ (25周目)
- Ｆ1決勝レースデビュー:
  - ロベルト・モレノ (1982年にF1レースに参加しているが予選落ちしているため、記録上は本レースがF1デビュー)

## エピソード
- 決勝日には、鈴鹿サーキットにおける過去最高の112,000人の観客が詰めかけた。
- 通常F1開催時には、ジュニアフォーミュラやF3などのサポートレースが行われるが、初開催ということもありサポートレースは行われなかった。
- 他のグランプリレースの場合、サーキット内の看板はFOCAと契約した企業のもののみが掲出されることとなっているが、特例として普段からサーキットに掲出されている看板の内、一部の掲出が許された。これは、長年に亘り看板を出してもらっているスポンサーへの配慮から、鈴鹿サーキットが粘り強く交渉した結果であった。
- テレビ中継を行うフジテレビが冠スポンサーとなり、2009年まで冠スポンサーを務め、2013年現在テレビ中継を継続している。
- 特別来賓として三笠宮宜仁親王が招かれ観戦した。
- 初開催にもかかわらず、すべてのイベントが滞りなく行われたことから、レース終了後に当時FIAのジャン＝マリー・バレストル会長やFOCAのバーニー・エクレストンなどから称賛を受けることとなった。
- 予選初日の昼、レイトンハウス・マーチが記者会見を開き、翌年から2カー体制に規模拡大することと、国際F3000のトップランカーであるマウリシオ・グージェルミンのチーム加入を発表した[4]。
- 少年時代の佐藤琢磨が家族と共に観戦に訪れていた[5]。レーサーを志すきっかけになった現地観戦として知られる。